# Krokant
Krokant (im 19. Jahrhundert aus französisch croquant, „Knuspergebäck“ entlehnt) ist eine Mischung aus gehackten Nüssen, meist Mandeln, Hasel- oder Walnüssen, und karamellisiertem Zucker. Zusätzlich kann er Butter oder andere Fette enthalten. Auch der Zusatz von Milchpulver, Sahnepulver, Glucosesirup, Honig und Trockenobst ist möglich.

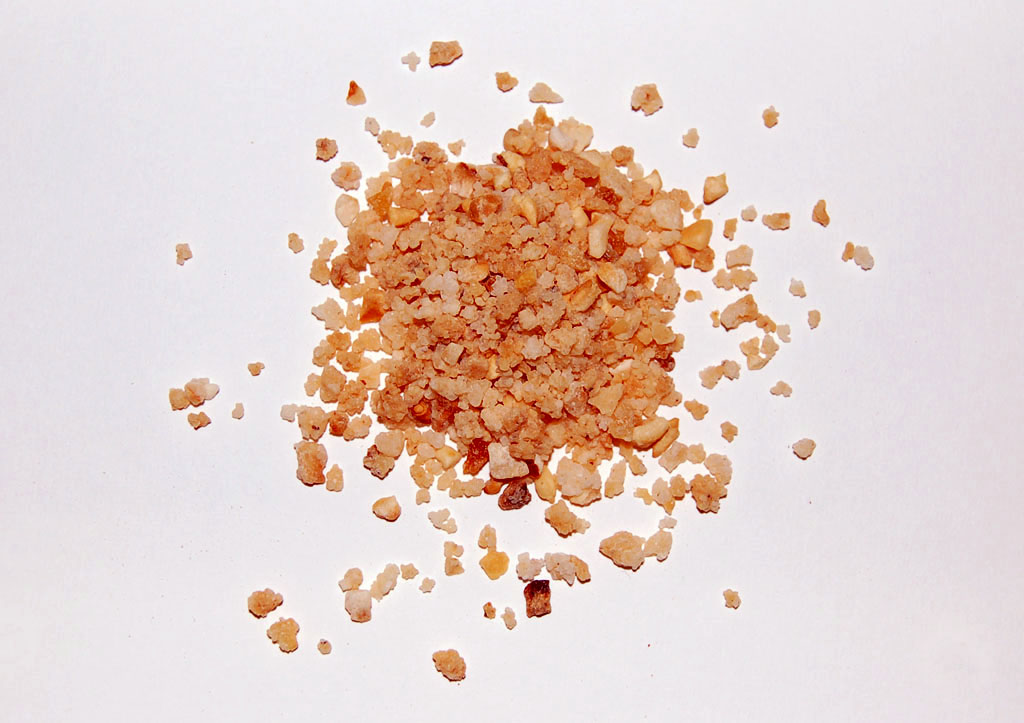
Haselnusskrokant

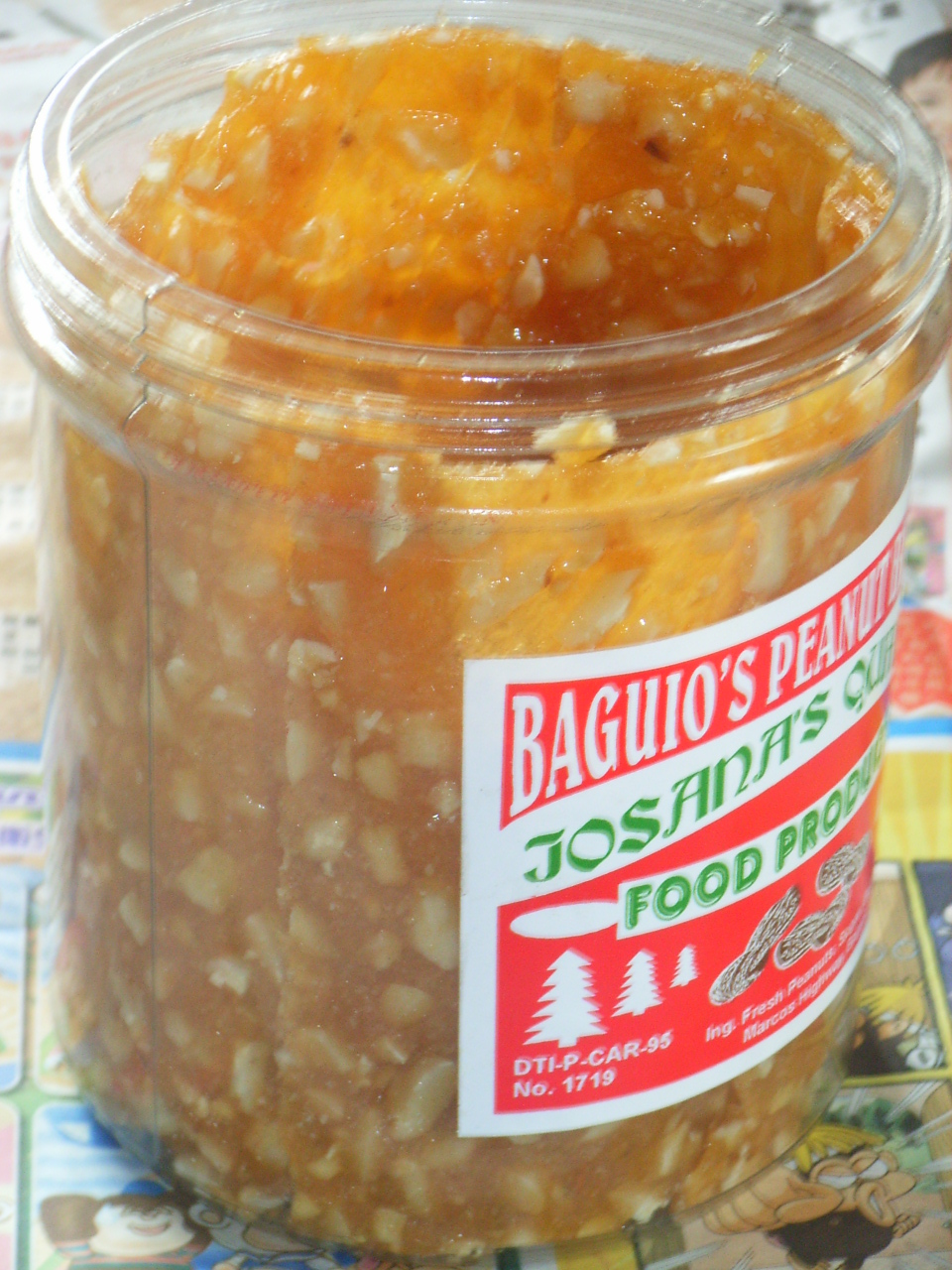
Weichkrokant im Glas

Verwendet wird Krokant als Zutat oder Dekoration für Süßspeisen, Eiscreme und Backwaren (z. B. Florentiner und Torten wie Frankfurter Kranz). Mundgerechte Stücke Butterkrokant werden als Konfekt gereicht. Krokant wird je nach Konsistenz in die drei Sorten Hartkrokant, Weichkrokant und Blätter- oder Mürbekrokant unterschieden.
Auch wenn der deutsche Name „Krokant“ dem Französischen entlehnt wurde, heißt das Produkt französisch Pralin.

## Herstellung
Zur Herstellung wird zuerst Zucker in einer Pfanne zum Karamellisieren gebracht. Anschließend werden die gehackten oder feinblättrig geschnittenen Nüsse unter Rühren hinzugefügt. Die Nüsse werden dabei geröstet und geben dem Krokant seinen typischen Geschmack. Die Masse wird auf eine geölte Platte oder Marmorfläche gegossen, mit einem geölten Nudelholz auseinandergedrückt und nach dem Erkalten je nach Verwendungszweck in Stücke geschnitten, fein zerbröselt oder zerstoßen. Auch die Formung in Eier, Hörnchen, Schälchen usw. ist üblich.
Da Krokant schnell ranzig wird, bietet sich in der Küchenherstellung an, es in Alufolie umwickelt in luftdichten Behältnissen zu lagern. So hält es einige Tage.

### Hartkrokant und Weichkrokant
Die Konsistenz von Krokant wird durch den Anteil der weichmachenden Zusätze (z. B. Honig, Glukosesirup) bestimmt: Hartkrokant enthält weniger dieser Substanzen als Weichkrokant. Für Weichkrokant werden z. B. Fett oder Marzipan eingearbeitet, so erhält der Krokant eine weiche, pastöse Beschaffenheit.

### Mürbekrokant und Blätterkrokant
Mürbekrokant enthält einen Anteil von Nougatmasse, was ihn weich und geschmeidig macht. Wird Mürbekrokant mit einer Füllung von Nougatmasse, Persipan-, Marzipan- oder anderen Rohmassen mehrmals übereinandergeschlagen und ausgewalzt, so bilden sich dem Blätterteig ähnliche Schichten, der sogenannte Blätterkrokant. Bei der Herstellung werden mehrere Schichten von Nuss- und Mandelpaste zwischen Schichten von Zuckerschmelze gelegt, was dem Mürbekrokant den allseits bekannten „schichtigen Biss“ verleiht.
In der Schweiz wird Blätterkrokant auch als Nougat bezeichnet.

### Industrielle Herstellung
In der industriellen Fertigung wird Krokant als eine Mischung aus karamellisiertem Zucker und/oder Glucose mit Samenkernen definiert. Der Anteil der Samenkerne beträgt mindestens 20 %. In großen Rührkesseln wird der Zucker unter ständiger Bewegung geschmolzen und karamellisiert, die Temperatur liegt dabei über 190 °C. An verschiedenen Stellen werden die weiteren Zutaten hinzugegeben, die Einrichtung mehrerer Temperaturzonen ist dabei vorteilhaft. Anschließend wird die Masse abgekühlt und zur Weiterverarbeitung gegeben. Die Samenkerne müssen, soweit technisch möglich, von der Samenhaut befreit sein. Verwendet werden Mandeln oder Nüsse wie z. B. Walnüsse. Die Samenkerne werden nach den Leitsätzen für Ölsamen gehandelt, dementsprechend müssen andere eingesetzte Samenkerne deklariert werden (beispielsweise Erdnuss- oder Kokoskrokant).

## Produkte
Krokant wird in der Patisserie und Konditorei vielfältig verwendet, um damit Cremes und Speiseeis zu aromatisieren. Auch um Bonbons, Bouchées und Pralinen zu füllen, ist es allgegenwärtig. Der Larousse Gastronomique listet zwei besondere Süßspeisen, die mit Krokant hergestellt werden:
- Nougatines de Saint-Pourçain: kleine, karamellisierte Krokantwürfel
- Nougatines de Poitiers: Bonbons aus gehackten und karamellisierten Mandeln, mit Baisermasse überzogen